# Jobocricus centralis
Jobocricus centralis är en mångfotingart som beskrevs av Pérez-Asso 1998. Jobocricus centralis ingår i släktet Jobocricus och familjen Rhinocricidae. Inga underarter finns listade i Catalogue of Life.